# William Dudley Pelley

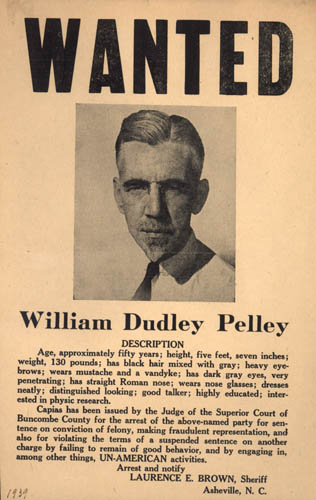
Áp phích truy nã của Pelley

William Dudley Pelley (12 Tháng 3, 1890 – 30 Tháng 6, 1965) là một nhà hoạt động phát xít người Mỹ, nhà báo, 
nhà văn, một người theo thần bí học và ủng hộ nhà độc tài Đức Quốc Xã Adolf Hitler trong thời kỳ Đại khủng hoảng và Thế Chiến 2.

## Đầu đời
Sinh ra ở Lynn, Massachusetts, William Dudley Pelley lớn lên trong nghèo khó, con trai của William George Apsey Pelley và vợ, Grace. Cha ông ban đầu là một mục sư của Giáo hội Giám lý miền Nam, và sau đó là một doanh nhân nhỏ và thợ đóng giày.

## Đầu sự nghiệp
Phần lớn tự học, Pelley trở thành một nhà báo và được tôn trọng vì kỹ năng viết lách của mình; các bài báo của ông cuối cùng đã xuất hiện trong các ấn phẩm quốc gia như ""The Chicago Tribune". Hai truyện ngắn của ông đã nhận được giải thưởng của O. Henry: "The Face in the Window" năm 1920 và "The Continental Angle" vào năm 1930. Ông được thuê bởi nhà thờ Methodist Centenary để nghiên cứu các nhiệm vụ Giám lý trên khắp thế giới. Ông gia nhập Hội Chữ thập đỏ ở Siberia, nơi mà ủng hộ quân Bạch Vệ trong thời Nội chiến Nga, Khi trở về Hoa Kỳ vào năm 1920, Pelley còn viết tiểu thuyết ngoài nghề báo của mình. Vào những năm 1920, truyện ngắn của ông thường xuyên xuất hiện trên các tạp chí như Adventure và Short Stories và các tạp chí chính thống như The American Magazine. Ông đến Hollywood và trở thành nhà soạn kịch. Pelley bỏ ngành công nghiệp điện ảnh. Những gì ông coi là đối xử bất công bởi các giám đốc điều hành hãng phim Do Thái đã làm tăng khuynh hướng bài Do Thái của ông. Ông đến Thành phố New York và Asheville, Bắc Carolina vào năm 1932 và bắt đầu xuất bản các tạp chí và bài tiểu luận mô tả chi tiết hệ thống tôn giáo mới của mình, "Liberation Doctrine".

## Thần bí học
Vào tháng 5 năm 1928, Pelley nổi tiếng khi tuyên bố  có ba lần trải nghiệm ngoài cơ thể trong đó ông du hành đến các cõi tồn tại khác không có linh hồn vật chất. Lần đầu tiên diễn ra khi ở một mình trong cabin ở Altadena, California. Ông đã mô tả kinh nghiệm này trong bài báo "My Seven Minutes in Eternity".
Lần thứ hai diễn ra khi ông đang ở nhà ở California đọc một tiểu luận của Ralph Waldo Emerson. Lần thứ ba diễn ra ở New Mexico trong khi ông ở một mình trong một toa xe lửa, Ông viết rằng trong sự kiện cuối cùng, ông đã gặp Chúa và Chúa Giêsu, những người đã hướng dẫn ông thực hiện sự biến đổi tâm linh của nước Mỹ.
Sau đó, ông tuyên bố rằng những trải nghiệm đã cho ông khả năng Bay lên, nhìn qua tường, và có những trải nghiệm ngoài cơ thể theo ý muốn. Ông cũng nói rằng họ đã loại bỏ ham muốn của anh ấy đối với rượu, thuốc lá và caffeine, cũng như chữa các bệnh về thể chất như khó tiêu. Các tác phẩm siêu hình của ông đã tăng sự nổi tiếng của ông.

## Hoạt động chính trị
Khi Đại khủng hoảng xảy ra ở Mỹ vào năm 1929, Pelley bắt đầu đi vào chính trị. Sau khi chuyển đến Asheville, Pelley thành lập Trường cao đẳng Galahad vào năm 1932. Trường cao  chuyên về Giáo dục từ xa về "Siêu hình học xã hội" và "Kinh tế học Kitô giáo". Ông cũng thành lập "Báo Chí Galahad" mà ông đã sử dụng để xuất bản nhiều tạp chí, báo và sách chính trị và siêu hình khác nhau nhiều trong số đó Pelley đã viết, tuyên bố đã sao chép chúng từ các linh hồn ở một chiều không gian khác. Nhà xuất bản và trường cao đẳng đều thất bại trong vòng một năm.
Ngày 30 Tháng 1 Năm 1933, Adolf Hitler trở thành Thủ tướng Đức. Pelley là một người hưỡng mộ Hitler, đã thành lập ra Silver Legion, một tổ chức bài Do Thái có thành viên, được biến đến là "Silver Shirts", mặc áo đồng phục màu bạc kiểu Đức Quốc xã. Phù hiệu của họ là một chữ 'L' đỏ tươi, được trang trí trên cờ và đồng phục của họ.
Pelley đã đi khắp nước Mỹ, tổ chức các cuộc mít tinh tuyển dụng, các bài giảng và các bài phát biểu trước công chúng. Ông thành lập các chi hội Silver Legion ở hầu hết các tiểu bang trong cả nước. Số thành viên đạt đỉnh 15.000 vào năm 1935, giảm xuống dưới 5.000 vào năm 1938. Tư tưởng chính trị của ông bao gồm Chủ nghĩa chống cộng, chủ nghĩa bài Do Thái, Chủ nghĩa yêu nước, Chủ nghĩa nghiệp đoàn, Chủ nghĩa biệt lập và Chủ nghĩa British Israelism, Các chủ đề là trọng tâm chính của nhiều tạp chí và báo chí của ông bao gồm Liberation, Pelley's Silvershirt Weekly, The Galilean, Silver Legion Ranger và The New Liberator.
Pelley trở nên khá nổi tiếng khi những năm 1930 tiếp tục. Sinclair Lewis đã đề cập đến ông bằng tên trong cuốn tiểu thuyết của mình It Can't Happen Here (1935) về sự tiếp quản của phát xít ở Hoa Kỳ Pelley được nhà lãnh đạo của phong trào hư cấu ca ngợi là tiền thân quan trọng.
Pelley phản đối Franklin Delano Roosevelt và Chính sách kinh tế mới, tuyên bố rằng ông là một phần của âm mưu của người Do Thái nhằm kiểm soát chính phủ Hoa Kỳ. Pelley thành lập đảng Kitô vào năm 1935 và bắt đầu một cuộc chiến dịch không thành công trong cuộc Bầu cử tống thống Hòa Kỳ năm 1936, chỉ giành được 1.600 phiếu bầu. Ông thường nói về việc bảo vệ Hiến pháp Hoa Kỳ. Ông cũng đề xuất biến Hoa Kỳ thành một tập đoàn, với tất cả các công dân Kitô giáo da trắng là cổ đông.
Ông đã tham gia vào một cuộc tranh chấp lâu dài với Hạ viện Hoa Kỳ, Năm 1940, các nguyên soái liên bang đã tiến hành một cuộc đột kích vào trụ sở của Pelley ở Asheville, bắt giữ những người theo ông và tịch thu tài sản của ông.
Bất chấp những thất bại nghiêm trọng về tài chính và vật chất trong tổ chức của mình do các cuộc chiến kéo dài tại tòa án, Pelley vẫn tiếp tục phản đối Roosevelt, đặc biệt là khi quan hệ ngoại giao giữa Hoa Kỳ và Đế Quốc Nhật Bản và Đức Quốc Xã trở nên căng thẳng vào đầu những năm 1940. Pelley cáo buộc Roosevelt là một kẻ hiếu chiến và ủng hộ Chủ nghĩa biệt lập. Roosevelt tuyển J. Edgar Hoover và FBI điều tra Pelley thường xuyên.
Mặc dù Trận Trân Châu Cảng vào tháng 12 năm 1941 đã khiến Pelley giải tán Silver Legion, ông tiếp tục tấn công chính phủ trong tạp chí của mình, "Roll Call", điều này đã báo động Roosevelt, Bộ trưởng Tư pháp Francis Biddle. Sau khi tuyên bố trong một số báo của "Roll Call" rằng sự tàn phá của Hạm đội Thái Bình Dương Hoa Kỳ tại Trân Châu Cảng tồi tệ hơn những gì chính phủ tuyên bố, Pelley đã bị bắt tại căn cứ hoạt động mới của mình ở Noblesville, Indiana, và vào tháng Tư năm 1942, ông bị buộc tội với 12 tội danh xúi giục nổi loạn. Một cáo buộc chống lại Pelley đã được bãi bỏ, nhưng ông bị kết án về 11 tội danh khác, chủ yếu là để đưa ra những tuyên bố nổi loạn và cản trở việc tuyển dụng và xúi giục quân đội nổi loạn trong quân đội. Thẩm phán đã kết án Pelley 15 năm tù.
Sau khi thụ án tám năm, Pelley được ân xá vào tháng 2 năm 1950.

## Cuối đời
Trong những năm cuối đời, Pelley phải đối phó với các cáo buộc gian lận chứng khoán đã được đưa ra chống lại ông khi ông sống ở Asheville.
Các điều khoản tạm tha của Pelley quy định rằng ông vẫn ở lại trung tâm Indiana và chấm dứt mọi hoạt động chính trị. Ông đã phát triển một triết lý tôn giáo phức tạp gọi là "Soulcraft" dựa trên niềm tin của ông ấy vào UFO và Sự sống ngoài Trái Đất, và xuất bản "Star Guests" vào năm 1950. Pelley qua đời tại nhà riêng ở Noblesville, Indiana vào ngày 30 tháng năm 1965.